# Eamon Casey
Eamon Casey (24. dubna 1927, Firies, Hrabství Kerry, Irsko – 13. března 2017, Co Clare, hrabství Clare, Irsko) byl irský emeritní římskokatolický biskup diecéze Galway, Kilmacduagh a Kilfenora.
Casey byl vysvěcen na kněze 17. června 1951 a svou službu zahájil v diecézi Limerick. Biskupem Kerry byl jmenován 17. července 1969 a tuto pozici zastával do roku 1976, kdy se stal biskupem diecéze Galway, Kilmacduagh a Kilfenora. V této funkci setrval až do své rezignace v roce 1992.
V tomto roce tisk odhalil jeho vztah s Američankou Annie Murphy. Měli spolu syna, který se narodil v roce 1974 v Dublinu. Annie Murphy později uvedla, že Casey se ji ještě během těhotenství snažil přesvědčit, aby dítě dala po narození k adopci. Odmítla a syna vychovala s pomocí svých rodičů. Casey po zveřejnění případu nabídl rezignaci a opustil Irsko.
Stal se misionářem v Jižní Americe. V Ekvádoru pracoval pro Misijní společnost sv. Jakuba, kterou založil kardinál Richard James Cushing. Poté pracoval ve farnosti v jihovýchodní Anglii, do Irska se vrátil v roce 2006. Od roku 2011 kvůli špatnému zdravotnímu stavu žil v pečovatelském domově v hrabství Clare.